# Lindsbroätten

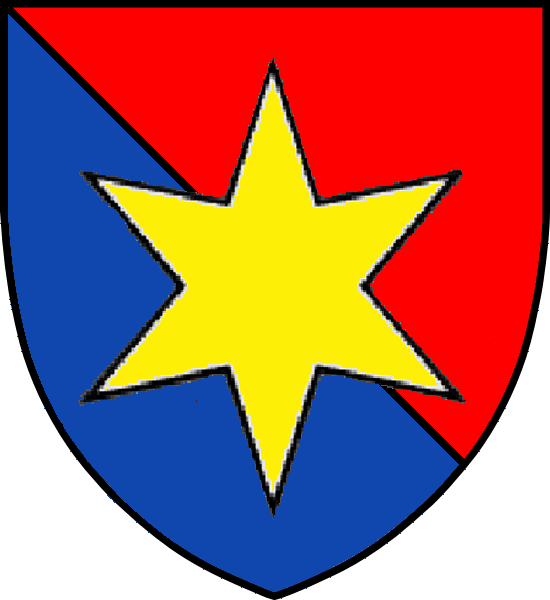
Lindsbroättens vapen enligt Johan Hadorph. Senare vapen för den adliga ätten Hadorph.

 Lindsbroätten är en sannolikt uppdiktad, svensk medeltida frälseätt från Östervåla socken i Uppland. Den är förmodligen påhittad av Johan Hadorph (1630-1693) vars förfäder personerna anges vara. Enligt honom hade ätten ett adelsvapen, angiven som en delad, eller styckad sköld, i blått och rött, belagd med en gyllene sexuddig stjärna. Detta vapen gavs till den adliga ätten Hadorph vid adlandet 1816.

## Johan Hadorph

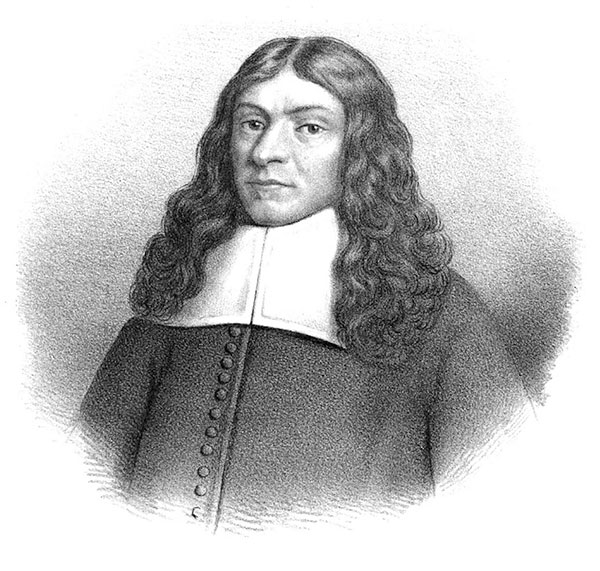
Johan Hadorph-1849

Efter studier vid Linköpings gymnasium, och Uppsala universitet blev Hadorph akademisekreterare och Universitetskansler och 1666 tillsammans med Olof Verelius riksantikvarie, från 1679 ensam innehavare av samma ämbete. 1667 blev Hadorph den förste att inneha ämbetet som assessor i Antikvitetskollegium i Uppsala, vilket grundats samma år, och när det 1692 omorganiserades som Antikvitetsarkivet blev han förste antikvarie.
Hadorph och Olof Rudbeck d.ä. var länge osams på grund av deras olikartade förhållning i fråga om metod och fornforskningens syfte. Han ställde sig skeptisk till Rudbecks fantasifulla och dåligt underbyggda teorier. När det gällde sin egen släkt drog han sig i likhet med många andra dock inte för att genom direkt lurendrejeri bättra på sina anor. På sitt fäderne hänvisade han till en härstamning på Lindsbrosläkten som skall ha varit en adlig ätt. Han försökte även hävda att hans far som skulle ha varit född 1575 fanns med bland hertig Karls hovfolk och undertecknat Uppsala mötes beslut. Hadorph fick dock betydelsefulla elever och efterföljare, som Elias Brenner och Johan Peringskiöld (1654-1720) som enligt Svenskt Diplomatariums huvudkartotek över medeltidsbreven i Anteckning i Peringskiölds Ättebok II skriver följande: 
| ” | denna Släckt har hafft sitt äldsta Stamhuus på Broo i [Öster] Wåhla sockn, och åhr 1385 har en af dem bodt på Broo som heet Lintze Eriksson, af hwilken sedan bem-te gård blef kallat Lindsbroo | „ |

Ett citat som senare användes i Riddarhusets arkiv, under Lindsbro-släckten som Notis i Lars Persson Edströms avskrift av Hadorphs den 20 januari 1693 daterade attest för kommissarien Olof Unger ”Om Lindsbr Släckten, af hwilken M-r Daniel och H-r Olof Unger ära komne.  

## Bakgrunden om Lindsbroätten

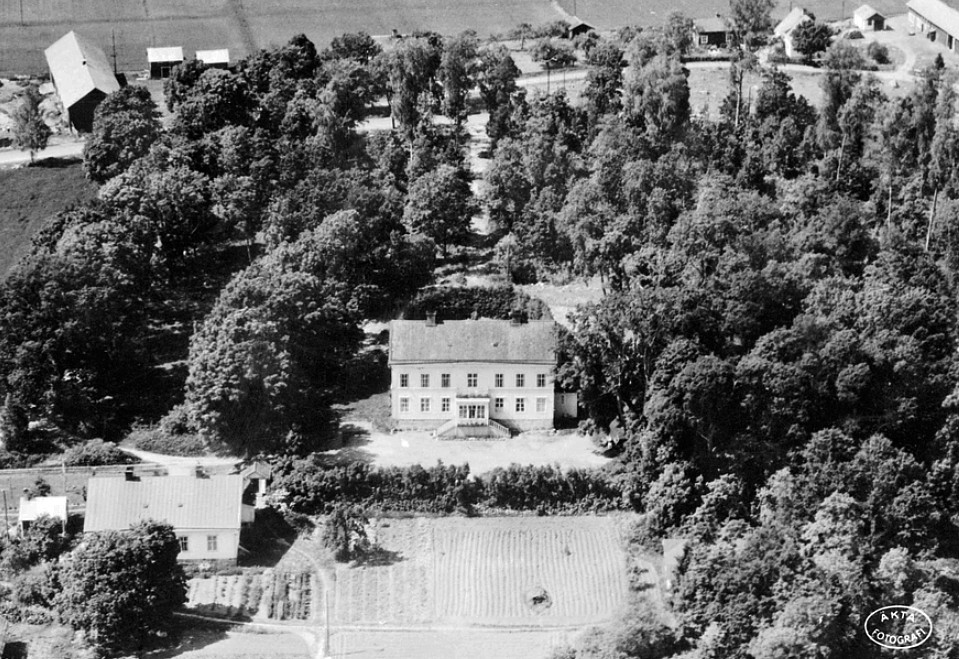
Lindsbro herrgård, 1952

Ätten skall ha utgått från en Lintze Eriksson till Bro i Östervåla och hans son Erik Lintzesson till Bro eller Lindsbro, vilka anges tillhöra en medeltida frälseätt som kallas "Lindsbroätten", namngiven efter herrgården Lindsbro i Östervåla socken. Några sådana personer har inte funnits på Lindsbro herrgård, som vid den aktuella tiden var vanlig skattejord, Östervålas största under 1600-talet , men efter att bonden Anders Jönsson råkade i skuld till kyrkoherden, såldes hemmanet till en fänrik, och först 1660 fick hovintendenten Johan Leijoncrona sätesfrihet på gården och den var senare, under 1700-talet, sätesgård för ätten Tigerhielm. 
De påstått osanna och påhittade uppgifterna tros ursprungligen komma från Johan Hadorph (1630-1693), gäller dennes egen släkt och är sannolikt förfalskade.   De där nämnda personerna har inte kunnat återfinnas i andra källor,   

## Publikationer om ätten
Trots att ätten och personerna anses inte ha existerat, har detta falsarium begåvats med genealogiska släktutredningar och tagits med i genealogisk och heraldisk litteratur. Den är omnämnd på sidan 614 i del 7 av Den introducerade svenska adelns ättartavlor av Gustaf Elgenstierna. och i Svenska släktkalendern del 3 som  "den gamla ansedda Lindbrosläkten" samt uppräknas ur släktens medeltida medlemmar ett antal häradshövdingar, en hövitsman på Östhammars slott, med flera berömda medlemmar. Därifrån är uppgifterna om ätten spridd via heraldikern Jan Raneke i Svenska medeltidsvapen till andra verk som adelsvapen-wiki, vilken utgår från Lintze Eriksson, till Bro och berättar om ätten i åtta släktled: 
1. Lintze Eriksson, till Bro i Östervåla socken Västmanlands län. Förde i vapnet en gyllene sexuddig stjärna i blått och rött fält, det blå ovan och det röda inunder. Nämnes i tvenne domar av år 1380 mellan Bro och Aspenäs samt 1385 i en förlikning med konung Albrekt. Gift med Brita Olofsdotter, till Stake, som i vapnet förde en hjälm.
  1. Erik Lintzesson, till Bro eller Lindsbro i Våla socken. Var 1409 häradshövding i Våla härad och nämnes då i ett dombrev på någon jord, som skänkts till Nora kyrka. Gift med Karin Axelsdotter, till Tuna.
    1. Lars Eriksson, till Lindsbro. Levde 1443, då han nämnes i ett dombrev om jord från Aspenäs under Lindsbro. Gift med Elin Andersdotter, till Frösåker.
      1. Anders Larsson, till Lindsbro. Var 1470 häradshövding i Norunda härad, då han jämte några andra undertecknade en förlikningsskrift mellan Sandbro och Björklinge kyrka om en kyrkjord. Gift med Brita Eriksdotter, dotter av Erik Olofsson, till Ulvegärde. 
        1. Olof Andersson, till Lindsbro samt Lospånga i Dingtuna socken. Var 1498 hövidsman på Östhammars slott. Gift med Ingeborg Svensdotter. 
          1. Lars Olofsson, till Lindsbro och Lospånga. Hövidsman i konung Gustaf I:s tid. Förde i vapnet ett bräkande lamm, vändande sig mot vänster. Gift med Beata Eriksdotter, till Tomta. 
            1. Jöns Larsson, till Lindsbro och Lospånga. Väpnare. Var 1570 slottsfogde på Vadstena. Han förde det gamla Lindsbrovapnet eller en sexuddig stjärna i blått och rött fält. Gift med Ingeborg Larsdotter Cruus, dotter av fogden Lars Jespersson (Cruus af Edeby) och hans 1:a fru Carin Ottosdotter, av gamla Hästhufvudsläkten.
              1. Olof Jönsson, född 1573. Utan känd tjänst. Se Stiernadler.
              2. Nils Jönsson, född 1575. Slottsfogde. Död 1644.
              3. Anders Jönsson. till Lindsbro i Våla socken, som levde 1590.
                1. Anna Andersdotter. Gift med skräddarmästaren och borgaren i Stockholm Johan Nilsson (Stamfader för adliga ätten Palmfelt)

Men Östhammarshus förstördes i november 1434 i samband med Engelbrektsupproret, 36 år före den uppgivna Olof Andersson skulle ha varit hövitsman där, och i Karlskrönikan står det skrivet: tende j eeldh oc loth thz brinne, oc foor strax tädden j samma stund, Slottet brende nider ij grund.  och någon Beata Eriksdotter är inte omnämnd från senare utredningar om Tomtasläkten/Sparre av Tomta.

## Senare tids publikationer
Den danska webbplatsen visar en gul stjärna på röd sköld och visar en vit sida utan text där innehållet är bortkommenterat, men beskriver i källkoden för HTML: (title) Svenske slægter Lindsbro Stiernadler Hadorph, samt i sidans HTML-kod: Jöns Larsson Rasbo 1546, til Lindsbro & Lospånga. Væbner. levde 1570, och var en av stamfäderna till adl. ätterna Stiernadler och Hadorph, samt förde i vapnet en sexuddig stjärna i blått och rött fält. (med hänvisning till Jan Raneke som källa)
Ätten finns också utförligt beskriven på den genealogiska webbplatsen Geni.com, utgående från Lintze Eriksson (Lindsbrosläkt) och fram till Johan Hadorph: 
| ”          | Nils Jönsson (son af Jöns Larsson), till Haddetorp i Slaka socken och Östergöthland; f. 1575 på den gamla familje-egendomen Lindsbro i Westmanland ; Hertig Carls af Södermanland Kammererare och nämnes främst ibland Hertigens Hofbetjening år 1593, i underskrften af Upsala Mötes Beslut; Slotts- och Härads-Fogde på Linköpings Hus och i dess län, »der Hertig Johans af Östergöthland och Konung Gustat II Adolphs regementstider; † 1644 på Haddetorp, der han bodde efter afskedstagandet, och efter »vilken gård hans barn och afkomlingar kallade sig Hadorph. samt ligger, jemte sin hustru. begrafven i Slaka kyrka, i en murad graf, hvars liksten innehåller en omständlig latinsk påskrift till bägges beröm, upprättad af sonen Johan Hadorphios. | „ |
| – Geni.com | |   |

Den danska heraldiska webbplatsen 1000 Adelsvåben fra middelalderen visar vapenskölden med följande information: Lindsbroätten's våben. Svensk uradel fra Uppland, kendt fra 1380, måske uddød 1693. Ikke i DK. Kilde(r): Raneke. (med hänvisning till Jan Raneke som källa)

## Ätten Hadorph
Förmodligen på grundval av de lämnade uppgifterna fick Johan Hadorph av kung Karl XI 1681-05-14 adels privilegier för sig, hustru och bröstarvingar
Hans ättlingar adlades Hadorph 1816, och introducerades 1817 på nummer 2243, om vilken ätt adelsvapen-wiki inleder: 
| ”                | Nils Jönsson (son av Jöns Larsson (Lindsbrosläkten)). Född 1575 på den gamla egendomen Lindsbro. Fogde i Linköpings län 1618–16211. Död 1644 på Haddorp, där han bodde efter avskedstagandet och efter vilken gård hans barn och avkomlingar kallade sig Hadorph... Johan Hadorph: Född 1630-05-06 på Haddorp. Häradshövding i Hanekinds härad i Östergötland 1672-04-17. Avsked som akademisekreterare och i stället sekreterare i riksarkivet 1676-04-19. Ensam riksantikvarie 1679. Död 1693-07-12 i Stockholm | „ |
| – adelsvapen.com | |   |

Sveriges Ridderskaps och Adels Kalender / 1923 - Fyrtiosjätte årgången uppger om ätten Hadorph: Svensk ätt från Östergötland; hette äfven förut Hadorph: adlad 1816, enl. 37 § regeringsformen; introducerad 1817.